# Lophotriccus galeatus
A Lophotriccus galeatus a madarak osztályának a verébalakúak (Passeriformes) rendjébe, a királygébicsfélék (Tyrannidae) családjába tartozó faj.

## Rendszerezése
A fajt Pieter Boddaert holland természettudós írta le 1783-ban, a Motacilla nembe Motacilla galeata néven. Besorolása vitatott, egyes szervezetek az Oncostoma nembe sorolják Oncostoma galeatum néven.

## Előfordulása
Brazília, Kolumbia, Francia Guyana, Guyana, Peru, Suriname és Venezuela területén honos. A természetes élőhelye szubtrópusi és trópusi síkvidéki esőerdők, száraz erdők és mocsári erdők, valamint száraz és nedves szavannák és cserjések.

## Megjelenése
Testhossza 10,2 centiméter, testtömege 6–7 gramm.

## Életmódja
Rovarokkal táplálkozik.